# گوزن‌موش فیلیپینی

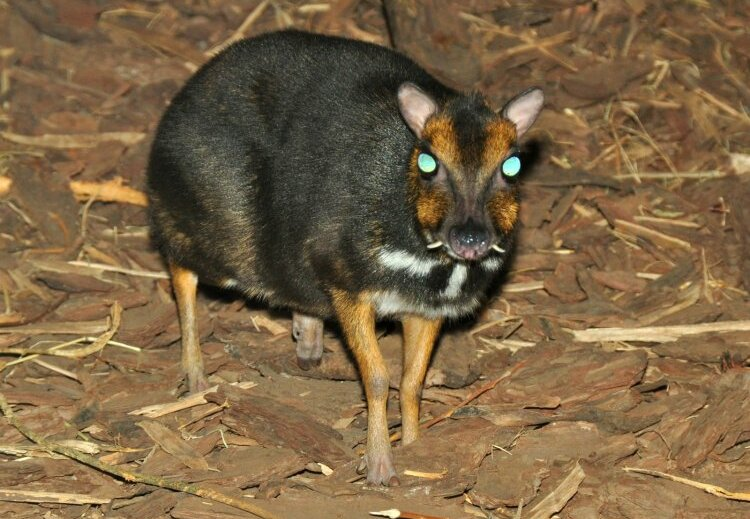
تصویر شکار شده از گوزن موش فیلیپینی

گوزن‌موش فیلیپینی (نام علمی: Tragulus nigricans) نام یک گونه از سرده گوزن‌موش‌ها است.
این گونه در شرق آسیا زندگی میکند.